# Coupe de France de cyclisme sur route 2019
Navigation
Coupe de France 2018 Coupe de France 2020
La Coupe de France de cyclisme sur route 2019 est la 28e édition de la Coupe de France de cyclisme sur route. Elle débute le 3 février avec le Grand Prix d'ouverture La Marseillaise et se termine le 6 octobre avec le Tour de Vendée. On retrouve les 15 mêmes manches de l'édition précédente.

## Attribution des points

### Classements individuels
Comme en 2018, tous les coureurs peuvent marquer des points. Le classement général s'établit par l'addition des points ainsi obtenus. Les coureurs de moins de 25 ans concourent pour le classement du meilleur jeune.
| Position | 1  | 2  | 3  | 4  | 5  | 6  | 7  | 8  | 9  | 10 | 11 | 12 | 13 | 14 | 15 |
| Points   | 50 | 35 | 25 | 20 | 18 | 16 | 14 | 12 | 10 | 8  | 6  | 5  | 3  | 3  | 3  |

### Classement par équipes
Le classement par équipes est établi de la manière suivante. Lors de chaque course, on additionne les places des trois premiers coureurs de chaque équipe. L'équipe avec le total le plus faible reçoit 12 points au classement des équipes, la deuxième équipe en reçoit neuf, la troisième équipe en reçoit huit et ainsi de suite jusqu'à la neuvième équipe qui marque deux points. Seules les équipes françaises marquent des points.
| Position | 1  | 2 | 3 | 4 | 5 | 6 | 7 | 8 | 9 |
| Points   | 12 | 9 | 8 | 7 | 6 | 5 | 4 | 3 | 2 |

## Résultats
| #  | Date         | Course                                 | Vainqueur            | Équipe                      | Leader du classement individuel | Leader du classement par équipes    |
| -- | ------------ | -------------------------------------- | -------------------- | --------------------------- | ------------------------------- | ----------------------------------- |
| 1  | 3 février    | Grand Prix La Marseillaise (2019)      | Anthony Turgis       | Direct Énergie              | Anthony Turgis                  | Delko Marseille Provence            |
| 2  | 24 mars      | Grand Prix de Denain (2019)            | Mathieu van der Poel | Corendon-Circus             | Mathieu van der Poel            | Delko Marseille Provence            |
| 3  | 30 mars      | Classic Loire-Atlantique (2019)        | Rudy Barbier         | Israel Cycling Academy      | Marc Sarreau                    | Natura4Ever-Roubaix-Lille Métropole |
| 4  | 5 avril      | Route Adélie de Vitré (2019)           | Marc Sarreau         | Groupama FDJ                | Marc Sarreau                    | Natura4Ever-Roubaix-Lille Métropole |
| 5  | 7 avril      | Roue tourangelle (2019)                | Lionel Taminiaux     | Wallonie Bruxelles          | Marc Sarreau                    | AG2R La Mondiale                    |
| 6  | 16 avril     | Paris-Camembert (2019)                 | Benoît Cosnefroy     | AG2R La Mondiale            | Marc Sarreau                    | AG2R La Mondiale                    |
| 7  | 20 avril     | Tour du Finistère (2019)               | Julien Simon         | Cofidis                     | Marc Sarreau                    | AG2R La Mondiale                    |
| 8  | 22 avril     | Tro Bro Leon (2019)                    | Andrea Vendrame      | Androni Giocattoli-Sidermec | Marc Sarreau                    | Arkéa-Samsic                        |
| 9  | 1er juin     | Grand Prix de Plumelec-Morbihan (2019) | Benoît Cosnefroy     | AG2R La Mondiale            | Marc Sarreau                    | Arkéa-Samsic                        |
| 10 | 2 juin       | Boucles de l'Aulne (2019)              | Alexis Gougeard      | AG2R La Mondiale            | Marc Sarreau                    | AG2R La Mondiale                    |
| 11 | 18 août      | Polynormande (2019)                    | Benoît Cosnefroy     | AG2R La Mondiale            | Marc Sarreau                    | AG2R La Mondiale                    |
| 12 | 8 septembre  | Grand Prix de Fourmies (2019)          | Pascal Ackermann     | Bora-Hansgrohe              | Marc Sarreau                    | AG2R La Mondiale                    |
| 13 | 15 septembre | Tour du Doubs (2019)                   | Stefan Küng          | Groupama FDJ                | Marc Sarreau                    | AG2R La Mondiale                    |
| 14 | 22 septembre | Grand Prix d'Isbergues (2019)          | Mads Pedersen        | Trek-Segafredo              | Marc Sarreau                    | AG2R La Mondiale                    |
| 15 | 6 octobre    | Tour de Vendée (2019)                  | Marc Sarreau         | Groupama FDJ                | Marc Sarreau                    | AG2R La Mondiale                    |

## Classements finals

### Classement individuel
| #  | Coureur             | Équipe                      | Pts |
| -- | ------------------- | --------------------------- | --- |
| 1  | Marc Sarreau        | Groupama FDJ                | 211 |
| 2  | Benoit Cosnefroy    | AG2R La Mondiale            | 170 |
| 3  | Andrea Vendrame     | Androni Giocattoli-Sidermec | 102 |
| 4  | Julien Simon        | Cofidis                     | 94  |
| 5  | Baptiste Planckaert | Wallonie Bruxelles          | 80  |
| 6  | Kévin Le Cunff      | Saint Michel-Auber 93       | 78  |
| 7  | Bryan Coquard       | Vital Concept-B&B Hotels    | 77  |
| 8  | Quentin Jauregui    | AG2R La Mondiale            | 69  |
| 9  | Lionel Taminiaux    | Wallonie Bruxelles          | 64  |
| 10 | Christophe Laporte  | Cofidis                     | 60  |

### Classement individuel des jeunes
| #  | Coureur              | Équipe                              | Pts |
| -- | -------------------- | ----------------------------------- | --- |
| 1  | Benoit Cosnefroy     | AG2R La Mondiale                    | 170 |
| 2  | Andrea Vendrame      | Androni Giocattoli-Sidermec         | 102 |
| 3  | Quentin Jauregui     | AG2R La Mondiale                    | 69  |
| 4  | Lionel Taminiaux     | Wallonie Bruxelles                  | 64  |
| 5  | Pierre Barbier       | Natura4Ever-Roubaix-Lille Métropole | 54  |
| 6  | Mathieu van der Poel | Corendon-Circus                     | 50  |
| 7  | Mads Pedersen        | Trek-Segafredo                      | 50  |
| 8  | Pascal Ackermann     | Bora-Hansgrohe                      | 50  |
| 9  | Anthony Turgis       | Total Direct Énergie                | 50  |
| 10 | Bram Welten          | Arkéa-Samsic                        | 47  |

### Par équipes
| #  | Équipe                              | Pts |
| -- | ----------------------------------- | --- |
| 1  | AG2R La Mondiale                    | 125 |
| 2  | Arkéa-Samsic                        | 107 |
| 3  | Cofidis                             | 103 |
| 4  | Groupama FDJ                        | 97  |
| 5  | Natura4Ever-Roubaix-Lille Métropole | 91  |
| 6  | Saint Michel-Auber 93               | 87  |
| 7  | Delko Marseille Provence            | 80  |
| 8  | Total Direct Énergie                | 77  |
| 9  | Vital Concept-B&B Hotels            | 60  |
| 10 | Équipe de France U23                | 11  |